# Aristides Arjona
Aristides Arjona Quintero (Departamento de Herrera, Estado Soberano de Panamá - Estados Unidos de Colombia, 1860 - Ciudad de Panamá, 7 de agosto de 1935) fue un diputado, ministro y magistrado panameño. 
Durante la unión a Colombia, fue diputado por el Estado Soberano de Panamá, secretario de Hacienda, Gobierno e Instrucción Pública. Durante la Guerra de los Mil Días, debió asumir como encargado de la jefatura civil y militar del departamento de Panamá tras la muerte del general Carlos Albán en 1902, en medio de una ofensiva liberal que dominaba todo el interior del país.
Tras la separación de Panamá en 1903, participó como miembro de la Asamblea Constituyente de 1904, Tesorero General de la República, secretario de Gobierno y Justicia (1908), de Relaciones Exteriores, y de Hacienda y Tesoro. También fue magistrado de la Corte Suprema de Justicia de Panamá, siendo su presidente entre 1908 y 1911. Como presidente de la Corte, reformó la Constitución de 1904 y reorganizó la Corte en dos salas: casación y negocios generales.
Posteriormente en 1913, el presidente Belisario Porras lo nombró procurador general de la Nación, cargo que desempeñó hasta 1918.